# Jenis av Rana
Jenis Kristjan av Rana (født 7. januar 1953 i Trongisvágur) er en færøsk læge, forfatter og politiker fra det kristne parti Miðflokkurin. Efter lagtingsvalget 2019 blev han udenrigs- og kulturminister i Bárður á Steig Nielsens regering indtil den 8. november 2022, hvor en fyring kom et mistillidsvotum i forkøbet og lagmanden overtog hans områder.
Han er søn af Dánjal av Rana (no). Han arbejdede i årene 1972–1974 som lærervikar i Tvøroyri og Froðba, tog derefter lægeuddannelsen og blev i 1983 uddannet cand.med.. Han har siden 1995 arbejdet som kommunallæge i Tórshavn. Han var formand for Hjálparlæknaráð Føroya (Færøernes assistentlægeråd) 1989–1995 og var i samme periode også bestyrelsesmedlem i Læknafelag Føroya (Færøerne lægeforening). Han er medlem av World Christian Doctors Network (WCDN). Jenis av Rana er dertil praktiserende prædikant.
Jenis av Rana var byrådsmedlem i Tórshavn 1993–1996. I Lagtinget har han siden 1994 repræsenteret Miðflokkurin, indvalgt fra Suðurstreymoy frem til 2008 (hvor de hidtidige valgkredse blev afskaffet). I egenskab af lagtingsmedlem var han medlem af Nordisk Råd for Færøerne 2002–2004. Før stiftelsen af Miðflokkurin i 1992 var Jenis av Rana medlem af Kristiligi Fólkaflokkurin.
Hans politiske retorik er velkendt, idet den mest minder om den, som udøves i kirker eller missionshuse. Han er en af Færøernes mest socialkonservative politikere og er en ihærdig modstander af bl.a. fri abort og registreret partnerskab til homoseksuelle, idet han mener, at det er imod Guds vilje. Eksempelvis vakte det stor opsigt, da Jenis av Rana i sensommeren 2010 nægtede at deltage i en officiel middag med Islands statsminister, Jóhanna Sigurðardóttir, fordi hun lever i et homoseksuelt forhold, idet han mente, at en sådan deltagelse ville vise, at han støttede "en forening, som strider imod naturen og er fordømt af Biblen".
I 2022 udtalte han i den danske valgkamp til Folketinget, at han ikke kunne støtte en homoseksuel statsminister, hvilket mange mente henviste til Det Konservative Folkepartis formand Søren Pape Poulsen. Dette førte til et mistillidsvotum og at han blev fyret.